# Кінкарден (Онтаріо)

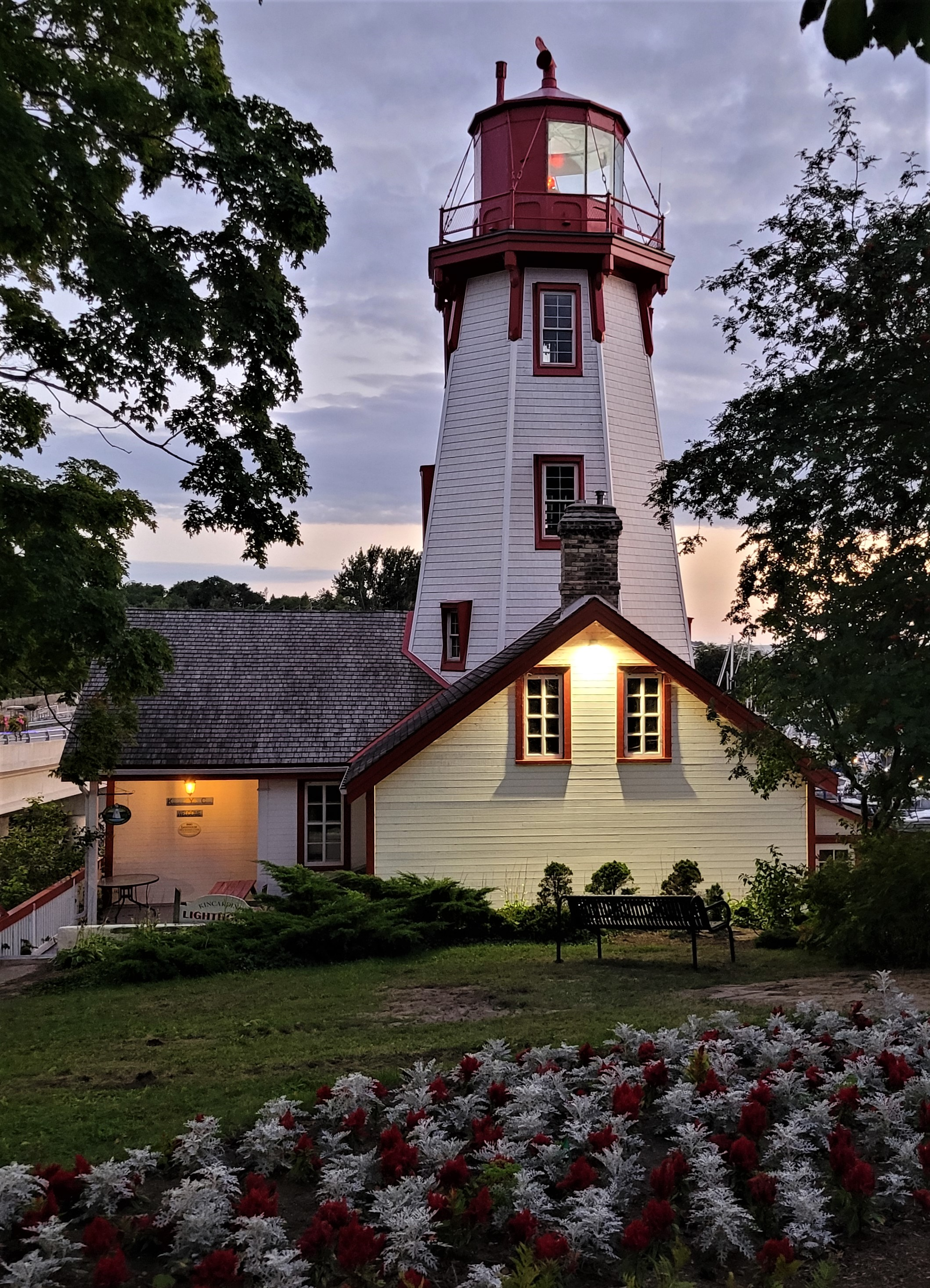
Маяк, Кінкардин (Онтаріо)

Кінкардин (англ. Kincardine) — муніципалітет на південному заході провінції Онтаріо в Канаді. Він розташований в окрузі Брюс і має статус громади нижнього рівня.
Перші згадки європейських поселенців сягають середини 19 століття. Поселення було назване на честь річки Пенетанґор, що впадає тут до озера Гурон. У 1850 р. відкрито поштову станцію, названу на честь Джеймса Брюса, 8-го графа Елґіна і 12-го графа Кінкардина, який був генерал-губернатором Британської Північної Америки з 1847 до 1854 року. У 1881 році над портом нинішнього муніципалітету був побудований маяк. Збереглася вежа «Тауер», що нині вважається історичною цінністю.
На північ від громади, поблизу Тівертона, знаходиться атомна електростанція Брюс. З вісьмома генеруючими блоками електростанція є найбільшою з атомних електростанцій Канади та однією з найбільших атомних електростанцій у світі. На півдні з електростанцією межує провінційний парк Інвергурон.

## Положення
Громада розташована на західному березі півострова Брюс, який виступає в озеро Гурон на південний схід у місці впадіння річки Пенетанґор. Кінкардин знаходиться приблизно за 120 миль на захід-північний захід від Торонто по прямій і приблизно за 80 миль на північ від Лондона, Онтаріо по прямій лінії.

## Демографічні показники
За переписом населення 2016 року в поселенні проживало 11 389 осіб, тоді як після перепису населення 2011 року населений пункт нараховував лише 11 174 мешканці. Таким чином, населення порівняно з останнім переписом 2011 року збільшилося пропорційно менше за тенденцію в провінції - лише трохи на більше ніж на 1,9 %, тоді як середній провінційний приріст населення був на 4,6 %. Вже в період перепису населення з 2006 по 2011 рр. кількість жителів населеного пункту розвивалася значно слабше за провінційну тенденцію і майже не змінилася на рівні 0,0 %, тоді як в середньому по Онтаріо зростання було на 5,7 %.

## Трафік
Кінкардин лежить біля шосе King's Highway 21, яке проходить вздовж західного узбережжя півострова або на західному кінці King's Highway 9. На північ від громади розташований місцевий аеропорт Шепердс-Лендінґ  з двома трав'яними злітними смугами, довша з яких є 732 м завдовжки.

## Цікавий факт
Незважаючи на те, що Кінкардин має переважно британсько-шотландське населення, у містечку є бульвар Шевченка — найближча до берега озера бічна вуличка від вул. Кінґсвей в напрямку до гольфового поля.

## Вебпосилання
- Kincardine//The Canadian Encyclopaedia [Архівовано 20 березня 2022 у Wayback Machine.]